# 纳撒尼尔·米勒
纳撒尼尔·米勒（英語：Nathaniel Millar，1915年5月10日—2011年6月3日），新西兰男子击剑运动员。他曾代表新西兰参加1950年大英帝国运动会击剑比赛，获得男子团体花剑银牌。